# Trójmorski Wierch
Trójmorski Wierch (polska) eller Klepáč (tjeckiska) är ett berg på gränsen mellan Polen och Tjeckien. Toppen på Trójmorski Wierch är 1 144 meter över havet. På berget möts tre vattendelare och därmed även tre avrinningsområden: Östersjöns, Nordsjöns och Svarta havets.